# Hermann Stodte
Hermann Stodte (* 25. Januar 1871 in Gittelde; † 24. September 1939 in Lübeck) war ein deutscher Lehrer und Schulleiter.

## Leben
Stodte wuchs als Waise bei Verwandten auf und legte sein Abitur in Magdeburg ab. Anschließend studierte er an der Universität Göttingen und schloss dort mit der Promotion zum Dr. phil. ab. Das Staatsexamen für das Höhere Lehramt bestand er 1897.
1901 wurde er durch den damaligen Direktor Julius Müller als Oberlehrer an das spätere Johanneum zu Lübeck geholt, das damals bereits von der Schulpolitik des Lübecker Staates zur Umwandlung in ein Reformrealgymnasium Altonaer Typs vorgesehen war. Stodte lebte sich rasch auch in das Lübecker Kultur- und Geistesleben ein; er wurde Mitglied der Gesellschaft zur Beförderung gemeinnütziger Tätigkeit und Mitarbeiter der Lübeckischen Blätter. 1908 bewarb er sich erfolgreich auf die Stelle des Direktors eines ebenfalls neu errichteten Realgymnasiums Frankfurter Systems in Strausberg nordöstlich von Berlin. Er erwarb sich auf dieser Stelle als Schulleiter und Lehrer großes Ansehen. Daneben suchte er dort auch das politisch-staatsbürgerliche Engagement und gründete die Ortsgruppe des Deutschen Flottenvereins. Im Ersten Weltkrieg diente Stodte als Offizier an der Westfront. Als es 1918 am Johanneum in Lübeck um die Nachfolge des seit 42 Jahren im lübschen Schuldienst tätigen Direktors Müller ging, setzte sich Stodte als bevorzugter Kandidat des Kollegiums wie des scheidenden Direktors aufgrund der Empfehlung des für die Lübecker Oberschulbehörde zuständigen Senators Arthur Kulenkamp, der mit den deutschnationalen Grundauffassungen Stodtes sympathisierte, gegen eine Vielzahl von konkurrierenden Bewerbern durch. Stodte selbst wurde 1919 Mitglied der DNVP. Die „Erziehung zum Deutschtum“ wurde fortan in der Zeit der Weimarer Republik grundlegend für die schulische Ausrichtung des Johanneums. Die Schulgruppe des Vereins für das Deutschtum im Ausland erfreute sich großer Beliebtheit und die abgehaltenen Gedenktage knüpften an die Legenden der Kaiserzeit an. Pädagogisch zeigte sich das Johanneum unter Stodte weniger experimentierfreudig als die Oberschule zum Dom unter dem Reformpädagogen Sebald Schwarz oder das Katharineum unter seinem Direktor Georg Rosenthal. Ab 1923 entstand am Johanneum die Deutsche Oberschule als weiterer Schulzweig neben dem Realgymnasium. Diese Mischung entsprach dem damaligen Zeitgeist und das Johanneum entwickelte sich unter Stodte bis 1933 zur Schule mit der größten Schülerzahl Lübecks. Stodte verstand es als Direktor, die politischen Anfeindungen der extremen politischen Richtungen zu deeskalieren.
1933 verwandelte sich Stodte in einen überzeugten Nationalsozialisten. In seine Amtszeit fiel die Entlassung des Englisch- und Französischlehrers Walter Kramer, die nach einer Denunziation durch mindestens einen Kollegen vom nationalsozialistischen Reichstatthalter für Lübeck und Mecklenburg, Franz Hildebrandt, verfügt wurde. Dem Lehrer wurde vorgehalten, sich für demokratische Ideale einzusetzen. Schon am nächsten Tag wurde Kramer von dem nationalsozialistischen kommissarischen Schulrat Hans Wolff „beurlaubt“, was 1933 meist gleichbedeutend mit der endgültigen Entfernung aus dem Dienst war. Kramer war darüber verzweifelt. Am 27. August verübten er und seine Frau Suizid. Stodte selbst wurde von der Schulverwaltung am 1. Juli 1934 in den vorzeitigen Ruhestand versetzt – nicht wegen fehlender nationalsozialistischer Gesinnung, sondern weil er die nationalsozialistischen Vorstellungen nicht energisch genug an seiner Schule durchgesetzt hatte. In seinen Schriften betonte er die Vorzüge des nationalsozialistischen Systems.
Stodtes Die Gründung des Reiches (Schloeßmann, Leipzig 1933) und die von ihm herausgegebene Ausgabe der Gedichte von Walther von der Vogelweide (Eher, Berlin 1937) wurden in der Sowjetischen Besatzungszone auf die Liste der auszusondernden Literatur gesetzt.

## Veröffentlichungen (Auswahl)
- Zum Deutschen Gedanken: Ernst Moritz Arndts Vermächtnis. 1920
- Das Preußische Madchen. Schicksalswege der Eleonore Prochaska. Berlin: Hayn’s Erben 1932
- Die Wegbereiter des Nationalsozialismus. Lübeck 1936
- 150 Jahre Gesellschaft zur Beförderung gemeinnütziger Tätigkeit zu Lübeck. Lübeck 1939.
- Walther von der Vogelweide – Gedichte – erneuert von Hermann Stodte. Berlin 1939.